# داگ همیلتون (سوار)
داگ همیلتون (انگلیسی: Doug Hamilton؛ زادهٔ ۱۹ اوت ۱۹۵۸) قایقران روئینگ اهل کانادا است.
وی در مسابقات کشوری و بین‌المللی در مجموع برندهٔ ۱ مدال طلا، ۳ مدال برنز شده‌است.